# Lijst van voetbalclubs aangesloten bij de Noord-Centrale Voetbalbond
Dit is een lijst van voetbalclubs die aangesloten en/of actief zijn geweest bij de Noord-Centrale Voetbalbond (NCVB).
Vanaf 1940 waren clubs uit de regio van de Noord-Centrale Voetbalbond automatisch lid van de Noord-Centrale Voetbalbond zodra zij zich hadden ingeschreven bij de KNVB.

## Legenda
(1) achter de clubnaam - Zijn meerdere clubs met dezelfde naam geweest, echter zijn verschillende clubs.
   bij Lid sinds - Club is heropgericht of heringeschreven, echter de datum hiervan is onbekend.
   bij Lid tot - Club is uitgeschreven of opgeheven voor 1996, datum hiervan is echter onbekend.
—  bij Lid tot - Club is tot einde van de bond (1996) actief gebleven.
| Club                 | Plaats                      | Lid sinds                                    | Lid tot                       | Bijzonderheden |
| -------------------- | --------------------------- | -------------------------------------------- | ----------------------------- | --- |
| MVV Alcides          | Meppel                      | oktober 1909                                 | —                             | |
| VV Ankum             | Ankum                       | september 1930                               | november 1939                 | |
| Avanti               | Wolvega                     | november 1921                                | oktober 1922                  | Was vanaf 1922 aangesloten bij de Friesche Voetbalbond                                                                  |
| SC Balkbrug          | Balkbrug                    | augustus 1928                                | —                             | |
| VV Balkbrug          | Balkbrug                    | september 1922                               | Vraag                         | |
| Be Quick '28         | Zwolle                      | september 1940                               | —                             | Was tot 1940 aangesloten bij de CNVB                                                                                    |
| VV Blankenham (1)    | Blankenham                  | september 1931                               | november 1932                 | |
| VV Blankenham        | Blankenham (2)              | september 1940                               | —                             | |
| VV Blokzijl          | Blokzijl                    | september 1930                               | februari 1941                 | |
| SV Blokzijl          | Blokzijl                    | augustus 1930                                | —                             | Heette tot 1958 BVC, tussen 1958 en 1965 VV Blokzijl                                                                    |
| BWG                  | Gelderingen                 | augustus 1935                                | maart 1938                    | |
| Candia               | Coevorden                   | september 1909                               | maart 1912                    | |
| CCK                  | Kampen                      | november 1917                                | november 1920                 | |
| KFC Celeritas        | Kampen                      | oktober 1908                                 | Vraag                         | Was tot 1908 aangesloten bij de Kamper Voetbalbond                                                                      |
| VV Coevorden         | Coevorden                   | oktober 1917                                 | november 1918                 | |
| VV Combinatie        | Meppel                      | oktober 1908                                 | Vraag                         | |
| Concordia            | Hoogeveen                   | november 1911                                | Vraag                         | |
| CSV '28              | Zwolle                      | september 1940                               | —                             | Was tot 1940 aangesloten bij de CNVB onder de naam CSV                                                                  |
| SV Dalfsen           | Dalfsen                     | februari 1943                                | —                             | |
| VV Dalfsen (1)       | Dalfsen                     | september 1922                               | januari 1924                  | |
| VV Dalfsen (2)       | Dalfsen                     | september 1934                               | oktober 1935                  | |
| SV Dedemsvaart       | Dedemsvaart                 | september 1929                               | —                             | |
| VV Dedemsvaart       | Dedemsvaart                 | november 1921                                | januari 1924                  | |
| DESZ                 | Zwartsluis                  | september 1946                               | —                             | |
| VV Dieze             | Zwolle                      | oktober 1923                                 | oktober 1924                  | |
| DOS                  | Meppel                      | oktober 1915                                 | Vraag                         | |
| DOS Kampen           | Kampen                      | september 1940                               | —                             | Was tot 1940 aangesloten bij de CNVB                                                                                    |
| DVV                  | Duur                        | november 1921                                | september 1922                | Was vanaf 1922 aangesloten bij de Geldersche Voetbalbond onder de naam VV Duur                                          |
| DVV (1)              | Dedemsvaart                 | september 1909                               | november 1909                 | |
| DVV (2)              | Dedemsvaart                 | oktober 1934                                 | november 1942                 | |
| EDN                  | Zwolle                      | september 1907                               | juni 1910                     | Heette tot december 1908 Volharding, tussen december 1908 en september 1909 Sallandia, in 1910 gefuseerd tot PEC Zwolle |
| VV EMMS              | Slagharen                   | september 1936                               | —                             | Was tot 1936 aangesloten bij de RKUVB                                                                                   |
| ZSC Entre Nous       | Zwolle                      | oktober 1915                                 | juli 1925                     | |
| Excelsior            | Zwolle                      | 1907                                         | Vraag                         | Heette tot 1909 Sparta                                                                                                  |
| VV Frederiksoord     | Frederiksoord               | november 1921                                | oktober 1925                  | |
| FSC                  | Frederiksoord               | oktober 1932                                 | maart 1938                    | |
| SC Genemuiden        | Genemuiden                  | oktober 1931 september 1940                  | oktober 1932 —                | Was tot 1940 aangesloten bij de CNVB                                                                                    |
| CVV Germanicus       | Coevorden                   | 1912                                         | 1924                          | Was vanaf 1924 aangesloten bij de Zuid-Drentsche Voetbalbond                                                            |
| VV Giethoorn         | Giethoorn                   | november 1930                                | januari 1944                  | Na de oorlog heropgericht                                                                                               |
| Go-Ahead Kampen      | Kampen                      | september 1940                               | —                             | Was tot 1940 aangesloten bij de CNVB                                                                                    |
| VV Gramsbergen       | Gramsbergen                 | september 1934                               | april 1930 november 1939      | Was tussen 1930 en 1934 aangesloten bij de Drentse Voetbalbond, heette tot 1931 VV De Zwaluw                            |
| VV Hardenberg        | Hardenberg                  | januari 1921                                 | september 1922                | |
| VV Hasselt           | Hasselt                     | oktober 1931                                 | oktober 1932                  | |
| VV Hattem            | Hattem                      | oktober 1919                                 | —                             | |
| Hattemer Boys        | Hattem                      | juni 1933                                    | februari 1937                 | |
| VV Hattemerbroek (1) | Hattemerbroek               | september 1931                               | oktober 1935                  | |
| VV Hattemerbroek (2) | Hattemerbroek               | september 1937                               | maart 1942                    | Fuseerde in 1944 tot WHC                                                                                                |
| SV Hatto Heim        | Hattem                      | september 1940                               | —                             | Heette tot december 1942 Vitesse                                                                                        |
| VV Havelte (1)       | Havelte                     | september 1936                               | Vraag                         | |
| VV Havelte (2)       | Havelte                     | september 1940                               | Vraag                         | |
| VV Heerde (1)        | Heerde                      | oktober 1920                                 | november 1922                 | |
| VV Heerde (2)        | Heerde                      | oktober 1923 augustus 1930                   | juli 1929 —                   | Heette tot februari 1924 HVV                                                                                            |
| VV Heino (1)         | Heino                       | december 1922                                | december 1925                 | |
| VV Heino (2)         | Heino                       | juli 1969                                    | —                             | |
| HEVO                 | Heino                       | september 1940                               | juli 1969                     | Was tot 1940 aangesloten bij de RKUVB, heette tot 1945 VV Heino, fuseerde in 1969 tot VV Heino (2)                      |
| Heinosche Boys (1)   | Heino                       | december 1926                                | december 1927                 | |
| Heinosche Boys (2)   | Heino                       | september 1930                               | maart 1938                    | |
| Herakles Z           | Zwartsluis                  | september 1940                               | september 1946                | Was tot 1940 aangesloten bij de CNVB, heette tot maa 1941 Heracles, fuseerde in 1946 tot DESZ                           |
| VV Herxen            | Herxen                      | september 1931                               | oktober 1935                  | |
| VV Hoogeveen (1)     | Hoogeveen                   | september 1921                               | september 1925                | |
| VV Hoogeveen (2)     | Hoogeveen                   | september 1928                               | augustus 1933                 | |
| VV Hoogeveen (3)     | Hoogeveen                   | november 1931                                | —                             | Heette tot 1943 Hoogeveensche Boys                                                                                      |
| Hoorneveensche Boys  | Hoornerveen-Heerde          | oktober 1932                                 | oktober 1935                  | Heette tot maart 1933 VV Heerde                                                                                         |
| Horsthoeker Boys     | Heerde                      | september 1934                               | november 1939                 | |
| VV Hollandscheveld   | Hollandscheveld             | september 1940                               | —                             | Was tot 1940 aangesloten bij de CNVB onder de naam HSC, heette tot 1950 HSCH                                            |
| HVC                  | Hoogeveen                   | september 1910                               | november 1921                 | |
| HZVV                 | Hoogeveen                   | september 1941                               | —                             | |
| IB                   | Kampen                      | november 1908                                | augustus 1918                 | Was tot 1908 aangesloten bij de Kamper Voetbalbond                                                                      |
| RKVV IVO             | Coevorden                   | augustus 1922                                | Vraag                         | |
| JWS                  | Steenwijk                   | september 1940                               | december 1942                 | Was eerder aangesloten bij de OCVB                                                                                      |
| VV Kampen (1)        | Kampen                      | oktober 1913                                 | november 1915                 | |
| VV Kampen (2)        | Kampen                      | oktober 1918                                 | november 1920                 | |
| Kamper Boys          | Kampen                      | oktober 1921                                 | januari 1922                  | |
| VV Kerkbuurt         | Kerkbuurt (Steenwijkerwold) | augustus 1935                                | juli 1937                     | Heette tot oktober 1935 KVV                                                                                             |
| VV KHC               | Kampen                      | 1914                                         | —                             | |
| KMD                  | Zwolle                      | 1912                                         | november 1914                 | Heette tot februari 1913 Olympia                                                                                        |
| VV Koekange          | Koekange                    | september 1933                               | februari 1937                 | |
| KSC                  | Kampen                      | december 1913 augustus 1919                  | maart 1918 oktober 1922       | |
| VV Kuinre            | Kuinre                      | september 1934                               | maart 1938                    | |
| KVC                  | Kampen                      | november 1911                                | november 1915                 | |
| VV Laagland          | Den Hulst                   | september 1923                               | oktober 1924                  | |
| VV Lemelerveld       | Lemelerveld                 | oktober 1932                                 | april 1935                    | |
| Luttensche VC        | Lutten                      | september 1934                               | augustus 1935                 | |
| VV Meppel (1)        | Meppel                      | oktober 1918                                 | november 1920                 | |
| VV Meppel (2)        | Meppel                      | september 1928                               | april 1929                    | |
| MVC Meppel           | Meppel                      | november 1915                                | november 1916                 | |
| MFC                  | Meppel                      | maart 1912                                   | augustus 1915                 | |
| FC Meppel            | Meppel                      | september 1940                               | —                             | Was tot 1940 aangesloten bij de CNVB, heette tot 1972 MJV                                                               |
| MSC                  | Meppel                      | oktober 1914                                 | —                             | |
| MVV Alcides          | Meppel                      | september 1907                               | —                             | |
| VV Noordwolde        | Noordwolde                  | november 1920                                | oktober 1924                  | |
| NSV                  | Noordwolde                  | oktober 1923                                 | oktober 1924                  | |
| VV Nunspeet          | Nunspeet                    | september 1940                               | —                             | Was tot 1940 aangesloten bij de CNVB, heette tot 1946 Volharding                                                        |
| NVC                  | Nijensleek                  | september 1934                               | juli 1937                     | |
| ODS                  | Kampen                      | november 1913                                | januari 1915                  | Heette tot januari 1914 SDO                                                                                             |
| ODV                  | Zwolle                      | oktober 1920                                 | januari 1926                  | |
| Old Forward          | Frederiksoord               | juli 1907                                    | Vraag                         | Later aangesloten bij de Drentsche Voetbalbond                                                                          |
| FC Oldemarkt         | Oldemarkt                   | oktober 1932                                 | maa 1938 —                    | Na de oorlog heropgericht                                                                                               |
| Olster SC            | Olst                        | oktober 1919                                 | Vraag                         | |
| VV Olympia '28       | Hasselt                     | september 1940                               | —                             | Was tot 1940 aangesloten bij de CNVB onder de naam Olympia                                                              |
| Olympia              | Balkbrug                    | september 1909                               | Vraag                         | |
| VV Ommen             | Ommen                       | september 1922 oktober 1932                  | december 1926 —               | Heette tot november 1922 OVC                                                                                            |
| OWIOS                | Oldebroek                   | september 1940                               | —                             | Was tot 1940 aangesloten bij de CNVB, heette tot december 1942 Zwaluwen                                                 |
| PEC                  | Zwolle                      | juli 1910                                    | —                             | |
| PH                   | Meppel                      | januari 1912                                 | oktober 1915                  | |
| Phenix               | Zwolle                      | september 1909                               | november 1914                 | Heette tot februari 1911 Vitesse                                                                                        |
| Het Plein            | Zwolle                      | december 1926                                | juli 1933                     | |
| Prins Hendrik        | Zwolle                      | augustus 1907                                | juli 1910                     | In 1910 gefuseerd tot PEC                                                                                               |
| Prinses Juliana      | Zwolle                      | september 1909                               | Vraag                         | |
| Quick                | Kampen                      | 1916                                         | februari 1922                 | |
| VV Raalte (1)        | Raalte                      | oktober 1918                                 | oktober 1919                  | |
| VV Raalte (2)        | Raalte                      | november 1921                                | december 1927                 | |
| VV Raalte (3)        | Raalte                      | september 1931                               | augustus 1933                 | |
| SV Raalte            | Raalte                      | september 1937                               | —                             | |
| Racboys              | Ruinen                      | juli 1936                                    | november 1939                 | |
| RKJWK                | Kampen                      | oktober 1941                                 | Vraag                         | |
| ROHDA Raalte         | Raalte                      | september 1940                               | —                             | Was tot 1940 aangesloten bij de RKUVB                                                                                   |
| VV Ruinen            | Ruinen                      | september 1931                               | maart 1938                    | Later actief bij de Drentsche Voetbalbond                                                                               |
| SAC                  | Steenwijk                   | oktober 1921                                 | september 1923                | |
| Samen een            | Giethoorn                   | oktober 1924                                 | december 1926                 | |
| SDL                  | Havelte / Onna              | september 1934                               | november 1939                 | Heette tot mei 1935 GOMOS                                                                                               |
| SV SDOL              | Luttenberg                  | september 1940                               | —                             | Was tot 1940 aangesloten bij de RKUVB                                                                                   |
| VV Slagharen         | Slagharen                   | november 1921                                | januari 1924                  | |
| VV De Sperwers       | Ruinerwold                  | oktober 1932                                 | augustus 1933                 | |
| VV De Sperwers       | Zuidwolde                   | september 1934                               | Vraag                         | |
| VV Spoolde           | Spoolde                     | oktober 1921                                 | januari 1926                  | |
| Sportclub            | Zwolle                      | september 1940                               | 1948                          | Was tot 1940 aangesloten bij de CNVB                                                                                    |
| SS                   | Zwolle                      | september 1921                               | Vraag                         | |
| SSC (1)              | Steenwijk                   | oktober 1915                                 | november 1916                 | |
| SSC (2)              | Steenwijk                   | november 1916                                | november 1917                 | |
| SSC (3)              | Steenwijk                   | oktober 1919                                 | maart 1942                    | |
| SSZ                  | Zwolle                      | oktober 1922                                 | januari 1924                  | Heette in oktober 1922 Jumbo                                                                                            |
| VV Steenwijk (1)     | Steenwijk                   | oktober 1913                                 | november 1916                 | Heette tot december 1913 Volharding, in januari 1914 SVV                                                                |
| VV Steenwijk         | Steenwijk (2)               | november 1913                                | —                             | Heette tot 1917 KMD, tussen 1917 en 1921 Rood Wit                                                                       |
| The Red Boys         | Zwolle                      | oktober 1939                                 | Vraag                         | Ook bekend als TRB |
| VV Uffelte           | Uffelte                     | juni 1936 mei 1941                           | november 1939 —               | Heette tot augustus 1936 VDS, tussen 1936 en 1939 Armada, vanaf 1941 VV Uffelte; Heropgericht in 1942                   |
| USV Nieuwleusen      | Nieuwleusen                 | augustus 1930                                | —                             | |
| VV Veessen           | Veessen                     | oktober 1932                                 | september 1934                | |
| VV Veldzicht         | Balkbrug                    | september 1935                               | maart 1942                    | Heette tot mei 1938 ROHDA                                                                                               |
| Venetianen           | Giethoorn                   | oktober 1932                                 | maart 1942                    | |
| Verwisseling         | Meppel                      | maart 1912                                   | november 1918                 | |
| Verwisseling         | Zwolle                      | augustus 1919                                | Vraag                         | Heette tot oktober 1920 ZAVV                                                                                            |
| VITOS                | Zwolle                      | oktober 1921                                 | september 1923                | |
| VV Vollenhove        | Vollenhove                  | november 1931                                | maart 1938                    | Stond ook bekend als VVC                                                                                                |
| Voorwaarts           | Wijhe                       | september 1909                               | 1909                          | |
| Voorwaarts           | Kampen                      | september 1910                               | Vraag                         | |
| VVH                  | Herfte                      | november 1922                                | mei 1925                      | |
| VVS                  | Kampen                      | december 1913                                | Vraag                         | |
| VVZ                  | Zwolle                      | oktober 1911                                 | augustus 1913                 | |
| VV Wacker De Wijk    | De Wijk                     | september 1931                               | —                             | |
| VV Wapenveld (1)     | Wapenveld                   | november 1928                                | juni 1933                     | |
| VV Wapenveld (2)     | Wapenveld                   | september 1933                               | —                             | |
| Wapenveldsche Boys   | Wapenveld                   | oktober 1934                                 | oktober 1935                  | Heette tot augustus 1935 Ontwaakt                                                                                       |
| WDZ                  | Wezep                       | november 1939                                | maart 1942                    | |
| VV Wezep             | Wezep                       | oktober 1924 januari 1926                    | september 1925 december 1926  | |
| Wezeper Boys (1)     | Wezep                       | september 1930                               | augustus 1933                 | |
| Wezeper Boys (2)     | Wezep                       | september 1937                               | september 1938                | |
| VV Wijhe             | Wijhe                       | november 1920                                | 1992                          | In 1992 gefuseerd tot Wijhe '92                                                                                         |
| WVV Willemsoord      | Willemsoord                 | augustus 1922                                | december 1927                 | |
| VV Willemsoord       | Willemsoord                 | oktober 1930 juli 1945                       | oktober 1940 —                | |
| VV Windesheim        | Windesheim                  | september 1938                               | maart 1942                    | |
| ZAC                  | Zwolle                      | 1907                                         | —                             | |
| ZSC (1)              | Zwolle                      | september 1912                               | oktober 1918                  | |
| ZSC (2)              | Zwolle                      | 1919                                         | januari 1926                  | |
| ZSV                  | Zwartsluis                  | september 1940                               | december 1946                 | Was tot 1940 aangesloten bij de CNVB                                                                                    |
| ZSV                  | Zwolle                      | oktober 1919                                 | juli 1929                     | |
| VV Zuidwolde         | Zuidwolde                   | juli 1935                                    | maart 1938                    | |
| ZVC (1)              | Zwolle                      | juli 1906                                    | augustus 1911                 | Heette tot juni 1911 Verwisseling                                                                                       |
| ZVC (2)              | Zwolle                      | juni 1911                                    | februari 1913                 | |
| ZVC (3)              | Zwolle                      | oktober 1914                                 | november 1920                 | |
| ZVC (4)              | Zwolle                      | september 1929                               | maart 1938                    | |
| ZVV                  | Zwolle                      | september 1908                               | december 1910                 | |
| VV Zwinderen         | Zwinderen                   | oktober 1921                                 | januari 1924                  | |
| SV Zwolle            | Zwolle                      | september 1927 september 1934 september 1940 | oktober 1931 september 1935 — | Heette tot 1930 RKSC Swift, Was tussen 1931 en 1934 en tussen 1935 en 1940 aangesloten bij de RKUVB                     |
| VV Zwolle            | Zwolle                      | november 1915                                | november 1922                 | |
| Zwolsche Boys        | Zwolle                      | oktober 1919                                 | —                             | |